# Manuel Fernández Márquez
Manuel Fernández Márquez (Villafranca de los Barros, 1946 - Sant Adrià de Besòs, 1973) fou un obrer de la construcció de la Central Tèrmica del Besòs de la FECSA. Fou mort per les forces de seguretat del règim franquista durant una vaga l'any 1973.

## Biografia
Manuel Fernández feia tres mesos que havia trobat feina a Sant Adrià de Besòs. Abans havia treballat a les mines de Fígols, al Berguedà, juntament amb el seu pare i el seu germà. Es va casar el 1969, a Bagà, amb Carmen Rodriguez Jurado, qui tenia un fill de dos anys. Visqueren a Santa Coloma de Gramenet, on es va afiliar al sindicat clandestí Comissions Obreres.

## Fets
Havia començat a treballar com a muntador a l'empresa Construcciones Pirenaicas SA (COPISA) una de les tres empreses (les altres dues eren Sociedad Argentina de Electricidad, i Control i Aplicaciones SA) que construïen la tercera torre de la central Tèrmica del Besòs de FECSA. L'abril de 1973 els treballadors van fer unes demandes de millores laborals a les empreses constructores. Per pressionar-les, van fer una aturada i van ocupar els menjadors. «Els obrers de la central, 1.733, havien fet l'aturada a la feina protestant per la pujada dels preus. Les reivindicacions dels treballadors eren: Augment igual per a tots de 4.000 pessetes/ mes; 40 hores setmanals de treball (de dilluns a divendres), en lloc de les 56; pagament del 100% del salari real en cas de malaltia, accident o jubilació, 3 pagues extraordinàries d'acord amb el salari real; contracte fix a partir dels quinze dies de treball i anul·lació dels contractes signats en blanc; l'empresa ha d'abonar l'Impost pel Rendiment del Treball (IRTP); 500 pessetes mensuals d'ajuda escolar per als fills de 4 a 16 anys; 30 dies de vacances pagades; botes de seguretat, vestuaris i dutxes en condicions, dret de reunió ». Les empreses en cap moment van reconèixer els representants de la comissió sindical elegits pels obrers, entre ells els líders Manuel Pérez Ezquerra, Antonio Jiménez i Miguel Guerrero, també militants de les clandestines Comissions Obreres, que arran del fets seran jutjats pel Tribunal d'Ordre Públic que els demanarà de 12 a 20 anys de presó.
Les empreses van respondre amb una sanció de suspensió de feina i sou durant cinc dies a tots els treballadors i van penjar a les portes uns cartells comunicant la sanció.
El dimarts 3 d'abril, quan els treballadors van anar a la feina, es van trobar amb les portes tancades i la presència de la “Policia Armada” amb la “Brigada especial” arribada de Valladolid, amb furgonetes i cavalls i elements de la Guàrdia Civil situats a les dues torres de la Central Tèrmica. Intentaren entrar al treball en grup, como era el costum, però, aquest cop l'empresa els notificà que sols podrien accedir-hi de cinc en cinc. S'hi van negar. Alguns van tallar la via del ferrocarril de Rodalies pròxima i van detenir un tren. En aquell moment carregà la policia a cavall. Feu tres càrregues, la primera disparant a l'aire, i després a la tercera directament als treballadors que van fugir en totes direccions. Els trets causaren la mort de Manuel Fernández Márquez i van ferir de bala, al coll, a Serafín Villegas Gómez de 25 anys. Els fets van succeir a les portes de l'empresa Fecsa a les 8:30 hores del matí.
Manuel Fernández va ser enterrat al Cementiri de Pomar a Badalona acompanyat d'una gran gernació de companys. En el moment en què un dels companys llegia un poema d'acomiadament que li havia dedicat, Murió por gritar, les forces de seguretat van tornar a carregar dispersant els assistents.
Els fets van provocar una onada de solidaritat amb els treballadors de la Tèrmica del Besòs. La tragèdia va calar molt profund en els seus companys; la repercussió popular les hores i els dies posteriors va ser extraordinària. Aquell mateix matí van començar les manifestacions a Sant Adrià. El primer comunicat el va emetre el Col·legi d'Advocats de Barcelona, el mateix 3 d'abril a la tarda. L'endemà, un gran nombre d'estudiants es va mobilitzar per tota la ciutat de Barcelona: diverses facultats van sortir al carrer. Molts professors universitaris es van pronunciar; també els metges, un grup de 215 intel·lectuals catalans de l'Assemblea Permanent d'Intel·lectuals Catalans i representants de comissions de barri de Terrassa, Gràcia, Casc Antic. El dimecres 4 paren Siemens, Pegaso, Gincar, Fecsa, Esesa, Bultaco, Carrocerias Catalanas, Hispano Olivetti, La Maquinista Terrestre y Marítima i Seat. El cardenal Narcís Jubany va fer públic un comunicat on manifestava el seu rebuig a la violència policial. El mateix va fer el 19 d'abril al seu homilia l'abat de Montserrat, Cassià Just. i pels diversos sectors vinculats a l'Assemblea de Catalunya. A l'acte central del 1r de Maig convocat per aquesta, una concentració al municipi de Sant Cugat del Vallès va obtenir una participació molt important d'obrers. Moltes d'aquestes manifestacions i aturades van ser també fortament reprimides per les forces del règim, produint-se quantioses detencions i empresonaments.

## Llegat
El 3 d'abril del 2013 diverses entitats van commemorar l'assassinat de Manuel Fernández entre d'elles la "Comissió Antifeixista 27 de gener" de Santa Coloma de Gramenet.
La població de Sant Adrià de Besòs va dedicar un carrer al barri de la Mina en el seu 30è aniversari, el 3 d'abril de 2003. També Comissions Obreres, el sindicat en què militava quan va ser assassinat, va editar el dossier Lluites obreres a la Tèrmica del Besòs. 30è aniversari de l'assassinat de Manuel Fernández Márquez.
L'Escola d'Adults del barri de la Mina de Sant Adrià de Besòs porta el seu nom.